# الخوذ البيضاء (فلم)
الخوذ البيضاء (بالإنجليزية: The White Helmets) هو فيلم وثائقي من إخراج أورلاندو فون أينشيديل، صدر عام 2016 ،فاز بجائزة الأوسكار لأفضل فيلم وثائقي (موضوع قصير) في حفل توزيع جوائز الأوسكار التاسع والثمانون￼￼.
يصور الفيلم تحديات فرق الدفاع المدني في سوريا لإنقاذ المدنيين في ظل الهجمات المتصاعدة للنظام السوري في المناطق الخارجة عن سيطرته

## روابط خارجية
- الخوذ البيضاء على موقع IMDb (الإنجليزية)
- الخوذ البيضاء على موقع روتن توميتوز (الإنجليزية)
- الخوذ البيضاء على موقع نتفليكس (الإنجليزية)
- الخوذ البيضاء على موقع قاعدة بيانات الفيلم (الإنجليزية)
- الخوذ البيضاء على موقع ليتربوكسد (الإنجليزية)
- الخوذ البيضاء على موقع كينوبويسك (الروسية)